# Dolichopus scutopilosus
Dolichopus scutopilosus är en tvåvingeart som beskrevs av Octave Parent 1933. Dolichopus scutopilosus ingår i släktet Dolichopus och familjen styltflugor.
Artens utbredningsområde är Marocko. Inga underarter finns listade i Catalogue of Life.